# Теорема Росселанда
Теорема Росселанда — теорема в астрофизике, определяющая механизм свечения газовых туманностей. Доказана Свеном Росселандом.
| Пусть туманность состоящая из атомов, у которых есть только 3 энергетических уровня I, II, III, подсвечивается звездой с эффективной температурой T*. Тогда при поглощении и излучении возможны два варианта переработки энергии кванта: 1. I -> III -> II -> I 2. I -> II -> III -> I В газовых туманносятях число процессов 2-го рода N2 относится к числу процессов 1-го рода N1 как {\displaystyle {\frac {N_{2}}{N_{1}}}=W{\frac {{\bar {\rho }}_{12}{\bar {\rho }}_{23}\left(1+W{\bar {\rho }}_{13}\right)}{{\bar {\rho }}_{13}\left(1+W{\bar {\rho }}_{12}\right)\left(1+W{\bar {\rho }}_{23}\right)}}}, где {\displaystyle W} — коэффициент дилюции, {\displaystyle {\bar {\rho }}_{ik}={\frac {1}{\exp {{\frac {h\nu _{ik}}{kT_{*}}}-1}}}}, h — постоянная Планка, νik — частота перехода с уровня i на уровень k, k — постоянная Больцмана |

Для туманностей величина W очень мала. Например, для планетарных туманностей W ~ 10−14. При малых W для отношения двух типов процессов справедливо упрощение:
{\displaystyle {\frac {N_{2}}{N_{1}}}\approx W},
то есть, в космических туманностях, ионизованных излучением происходит эффективная переработка жесткого излучения звезд в более мягкое.